# The Sleep-Over Series (Volume 1)
The Sleep-Over Series (Volume 1) — альбом американской пост-рок/эмбиент группы Hammock, выпущен в 2005 году на лейбле Hammock Music.

## Об альбоме
The Sleep-Over Series (Volume 1) примечателен тем, что из шести песен только вторая - «Empty Page/Blue Sky» - записана Hammock в полном составе, остальные песни записаны Марком Бирдом самостоятельно.
Название альбома на корешке коробки и на задней обложке записано, как «[the] sleep-over series [volume 1]», а на передней обложке и на диске — «[the] sleep-over series VOLUME ONE [1]».

## Оформление альбома
В оформлении альбома использованы фотографии, сделанные фотографом Томасом Петилло (англ. Thomas Petillo). Дизайн альбома - Jay Johnson

## Список композиций
| №  | Название                    | Автор(ы)  | Длительность |
| -- | --------------------------- | --------- | ------------ |
| 1. | «Moon Through The Branches» | Mark Byrd | 4:22         |
| 2. | «Empty Page/Blue Sky»       | Hammock   | 4:14         |
| 3. | «Dropping Off»              | Mark Byrd | 15:07        |
| 4. | «Just Before Breathing»     | Mark Byrd | 5:54         |
| 5. | «Still Point»               | Mark Byrd | 24:33        |
| 6. | «No Stopping The Sea»       | Marc Byrd | 5:49         |

## Участники записи
- Мастеринг - Nathan Dantzler
- Микс - Skye McCaskey (2 композиция), Shane D. Wilson (композиции: 1, с 3 по 6)